# Чопп, Сибилла
Сибилла Чопп (нем. Sibylle Tschopp; род. 1971, Цюрих) — швейцарская скрипачка.
Училась в Люцернской консерватории у Херберта Шерца, в Цюрихской академии музыки у Аиды Штуки, в Университете Индианы у Франко Гулли, занималась в мастер-классах Иегуди Менухина, Рудольфа Баумгартнера, Пьера Амуайяля и др.
Дебютировала как солистка в 14-летнем возрасте, в 1989 г. выступила на Люцернском международном фестивале, исполнив премьеру пьесы Каспара Дитхельма «Менгир» для скрипки и струнного оркестра. В 1993 г. совершила гастрольную поездку по Южной Америке, в 1995 г. концертировала в США, в 2001 г. исполнила скрипичный концерт Арама Хачатуряна в Большом зале Московской консерватории. Выступает также как ансамблист, в том числе вместе с сёстрами Изабель Чопп (род. 1968, фортепиано) и Мирьям Чопп (род. 1976, скрипка или альт).
Плодотворно сотрудничала со швейцарскими и армянскими композиторами, первая исполнительница произведений Лазаря Сарьяна (Andante и Presto для скрипки и струнных, 1998), Тиграна Мансуряна (Lamento для скрипки соло, 2002), Ваграма Бабаяна (Соната № 3 для скрипки соло, 2005). Первой исполнила и записала в 1997 году концерт для скрипки с оркестром Рафаэле Д’Алессандро (1941). Записала также скрипичные сонаты Эдварда Грига, Клода Дебюсси и Богуслава Мартину (с сестрой Изабелью), концерты Пауля Юона и Вилли Буркхарда, «Времена года» Антонио Вивальди.